# Mohammadreza Garaji
Mohammadreza Garaji (pers.  محمدرضا گرایی ;ur. 25 lipca 1996) – irański zapaśnik walczący w stylu klasycznym. Złoty medalista olimpijski z Tokio 2020 w kategorii 67 kg.
Mistrz świata w 2021, drugi w 2022 i trzeci w 2023. Brązowy medalista igrzysk azjatyckich w 2018 i akademickich MŚ z 2016. Mistrz Azji w 2019. 
Mistrz świata U-23 w 2019. Wicemistrz Azji U-23 w 2019. Wicemistrz Azji juniorów w 2016 roku.